# Општина Апаче
Општина Апаче (словен. Apače) је једна од општина Помурске регије у држави Словенији. Седиште општине је истоимено насеље Апаче.
Општина је основана 1. марта 2006. године одвајањем од општине Горња Радгона, а почела је са радом 1. јануара 2007. године.

## Природне одлике
Рељеф: Општина Апаче налази се у североисточном делу Словеније, у словеначком делу Штајерске. Северна граница општине је и државна граница према Аустрији. Већи део подручја општине припада области источних Словенских Горица, брдском крају познатом по виноградарству и справљању вина. Мањи, северни налази се у долини реке Муре.
Клима: У општини влада умерено континентална клима.
Воде: Најзначајнији водоток у општини је река Мура, која је истовремено и граница према Аустрији. Остали водотоци су мали и њене су притоке.

## Становништво
Општина Апаче је средње густо насељена.

## Насеља општине
| - Апаче - Вратја Вас - Вратји Врх - Грабе - Дробтинци - Жеповци - Жиберци | - Згорње Коњишче - Јанхова - Лешане - Лутверци - Маховци - Насова - Нови Врх | - Плитвица - Подгорје - Поглед - Сеговци - Сподње Коњишче - Стоговци - Чрнци |  |

## Додатно погледати
- Апаче